# Age of Empires III: The Asian Dynasties
Age of Empires III: The Asian Dynasties és un videojoc d'estratègia en temps real per a ordinadors personals, segona expansió del joc Age of Empires III, desenvolupada per Ensemble Studios i Big Huge Games. Aquesta nova expansió no està enfocada a Amèrica, sinó a Àsia. Les 3 noves civilitzacions asiàtiques, tenen 15 meravelles, que serien l'equivalent a avançar d'era dels europeus i nadius. Aquest nou joc té tres noves campanyes amb cinc escenaris cadascuna, cada campanya s'enfoca en una de les noves civilitzacions. El joc va sortir a la venda a la tardor de 2007.